# Raimundo VII de Tolosa

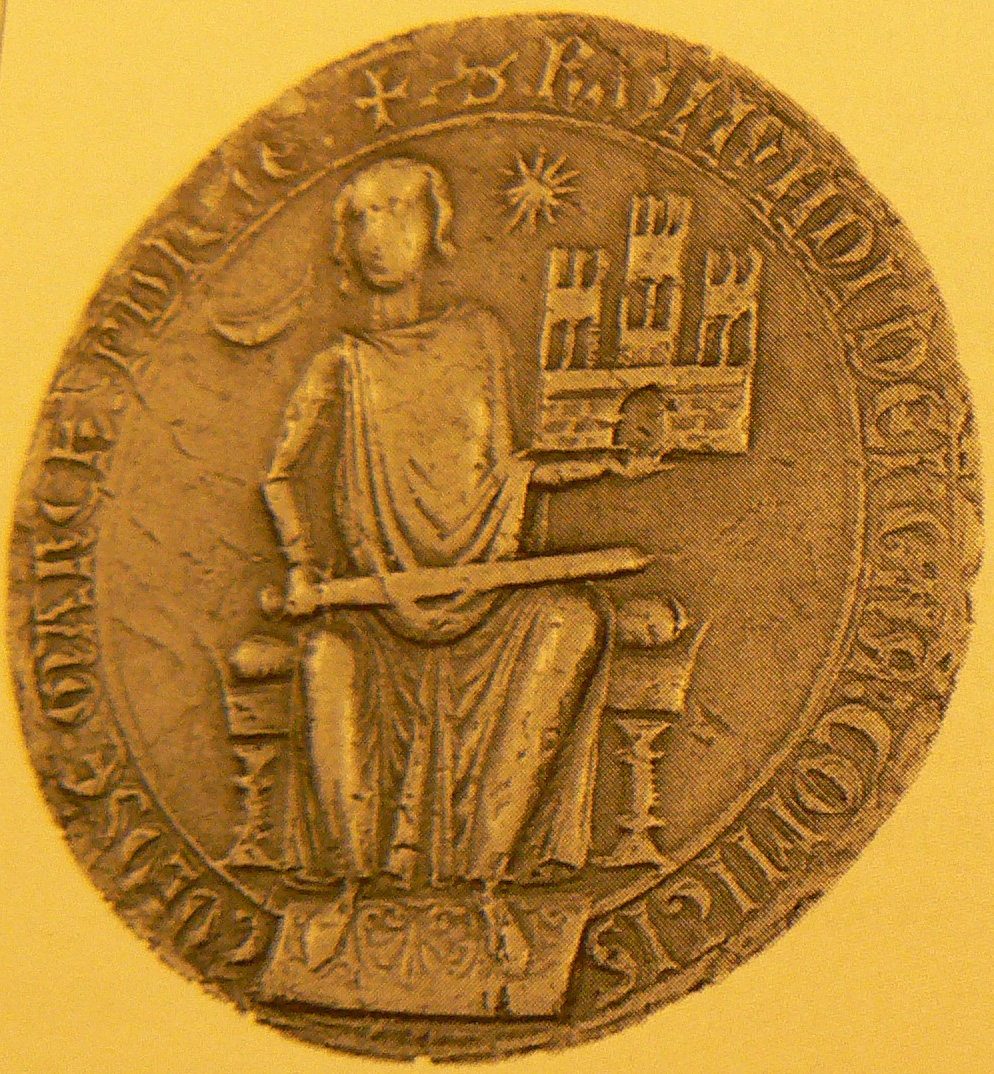
Raimundo VII de Tolosa.

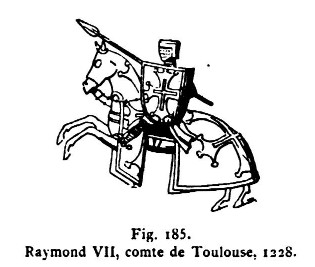
Imagen ecuestre de Raimundo VII de Tolosa en uno de sus sellos.

Raymond VII de Saint Gilles, más conocido como Raimundo VII de Tolosa (Beaucaire, julio de 1197-Millau, 27 de septiembre de 1249) fue conde de Tolosa, duque de Narbona y marqués de Provenza. Hijo de Raimundo VI de Tolosa y de Juana Plantagenet sucedió a su padre en 1222.
Estuvo casado con la infanta Sancha (*1186-†1241), hija del rey Alfonso II de Aragón, lo que influyó en la ayuda que su cuñado Pedro el Católico prestó a su familia en distintos momentos de la guerra. Se casó en segundas nupcias con Margarita de Lusignan (1228-1288), hija del conde Hugo X de la Marche, matrimonio que sería declarado nulo por un jurado enviado por el Papa.

## La reconquista occitana y el fin de la cruzada
Las tierras del conde Raimundo VI venían siendo escenario de una guerra de origen religioso desde que en 1208 el papa Inocencio III dictara un edicto contra el conde occitano. En 1215, tras la victoria cruzada en la Batalla de Muret (1213) y el nombramiento de Simón IV de Montfort como conde de Toulouse en el Concilio de Letrán IV, el conde y sus allegados se vieron forzados al exilio, pareciendo así perdida la causa occitana.
Sin embargo, a la muerte del Papa en 1216, le siguió un levantamiento general en todo el Languedoc, que fue aprovechado por Raimundo VI para lanzar un contraataque. Desembarcó en Marsella en compañía de su hijo en mayo y sitió Bellcaire, tomándola el 24 de agosto. Seguidamente comenzó la reconquista de sus territorios, primero contra Simón de Montfort (muerto en 1218 durante el sitio de Toulouse) y después su hijo Amaury VI de Montfort. 
Muerto su padre en 1222 Raimundo VII llevará el peso de la guerra en los años siguientes. En 1225 es excomulgado por el concilio de Bourges y se comienza una nueva cruzada contra él. Vencido por las tropas reales se ve forzado a firmar los humillantes términos del Tratado de Meaux por el cual cede el antiguo vizcondado de los Trencavel al rey de Francia, y permite que su única hija y heredera, Juana, se case con Alfonso de Poitiers, hermano de Luis. A su muerte, su yerno se convirtió en conde de Tolosa y, tras la muerte sin descendencia de este último, el condado fue unido a las Tierras de la Corona de Francia. 
Está enterrado en la Abadía de Fontevrault, cerca de Anjou.